# Montechiaro d'Asti
Montechiaro d'Asti (Monciàir in piemontese) è un comune italiano di 1 254 abitanti della provincia di Asti in Piemonte.
Il comune fa parte dell'Unione Comunale Comunità Collinare Val Rilate.
È il paese d'origine del bisnonno paterno di papa Francesco e della nonna di san Giovanni Bosco.

## Origini del nome
Il nome deriva dal latino Mons Clarus: pare che la ragione di tale aggettivo fosse legata al colore del terreno piuttosto chiaro, anche se non ci sono riscontri storici in merito.

## Storia
Negli anni della seconda guerra mondiale, tra il 1940 e il 1943, furono internati a Montechiaro 15 profughi ebrei (incluse famiglie con bambini). Dopo l'8 settembre 1943, con l'occupazione tedesca, il gruppo prontamente si disperse. Alla fine quasi tutti gli internati riuscirono a salvarsi (alcuni rimanendo nascosti in zona, la maggior parte trovando rifugio in Svizzera). Unica tragica eccezione è quella di Kabiljo Levi, che, arrestato il primo di dicembre 1943, fu deportato e ucciso ad Auschwitz nel febbraio 1944. Furono arrestati a Montechiaro anche tre ebrei piemontesi: Elda e Rita Colombo (il 7 dicembre 1943) e Aldo Colombo (il 23 agosto 1944).

### Simboli
Il gonfalone è un drappo di azzurro, alla croce di bianco, caricato dello stemma comunale.

## Monumenti e luoghi d'interesse
- Chiesa di San Nazario e San Celso
- Chiesa di Santa Maria Assunta in Pisenzana
- Chiesa di Santa Caterina
- Chiesa di San Bartolomeo
- Chiesa Confraternita della SS. Annunziata
- Chiesa Confraternita della Sant'Anna
- Chiesa di San Antonino
- Cappella di San Defendente e di San Rocco

## Società

### Evoluzione demografica
Abitanti censiti

### Etnie e minoranze straniere
Secondo i dati ISTAT al 31 dicembre 2014 la popolazione straniera residente era di 139 persone e rappresenta il 10.7% della popolazione residente. Le nazionalità maggiormente rappresentate in base alla loro percentuale sul totale della popolazione residente erano:
- Romania 90 (64,75%)
- Albania 26 (18,71%)
- Marocco 8 (5,76%)
- India 6 (4,32%)

## Cultura

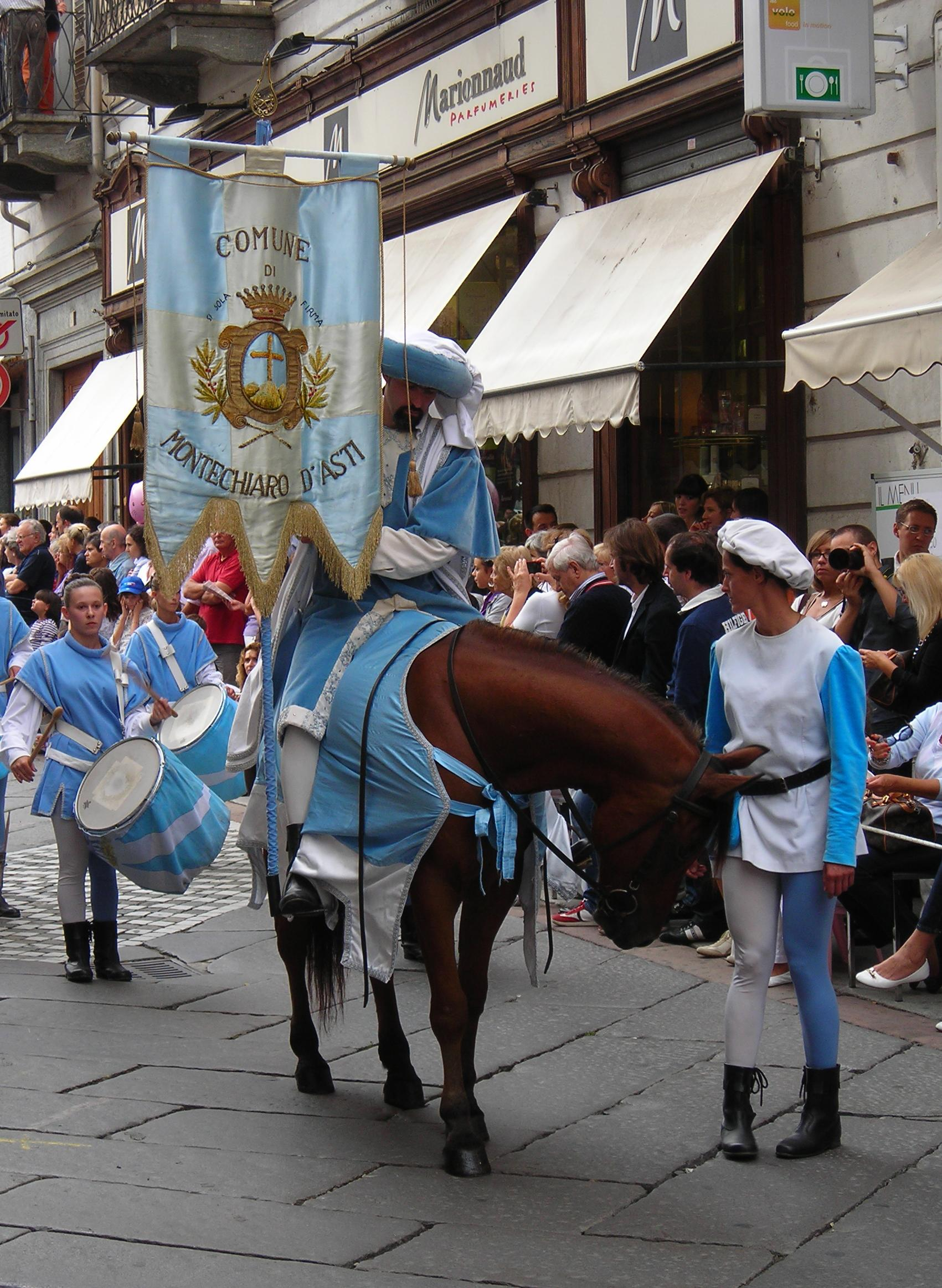
Il comune al corteo storico del palio (2009).

### Palio di Asti
Montechiaro è uno dei 7 comuni che partecipano al Palio di Asti, antica festa che culmina la prima domenica di settembre con la corsa dei cavalli montati "a pelo", cioè senza sella, in piazza Alfieri ad Asti.
 I partecipanti (o confratelli) sono in totale 21, di cui 7 comuni dell'astigiano e 14 rioni e borghi cittadini.
Montechiaro ha vinto il Palio nel 1981.

### Fiera del Tartufo Bianco
Ogni anno, a partire dal 1988, nel mese di novembre si svolge la Fiera Nazionale del Tartufo Bianco, con esposizioni e degustazioni in piazza del prodotto.

## Infrastrutture e trasporti
La stazione di Montechiaro d'Asti fu attivata nel 1912 lungo la cessata ferrovia Chivasso-Asti, il cui esercizio fu definitivamente sospeso nel 2011.
Tra il 1882 e il 1915 Montechiaro d'Asti fu servito dalla tranvia Asti-Cortanze.

## Amministrazione
Di seguito è presentata una tabella relativa alle amministrazioni che si sono succedute in questo comune.
| Periodo        | Periodo        | Primo cittadino      | Partito                            | Carica  | Note        |
| -------------- | -------------- | -------------------- | ---------------------------------- | ------- | ----------- |
| 25 giugno 1985 | 2 luglio 1990  | Giovanni Conti       | -                                  | Sindaco | [ 8 ]       |
| 2 luglio 1990  | 24 aprile 1995 | Giovanni Conti       | -                                  | Sindaco | [ 8 ]       |
| 24 aprile 1995 | 14 giugno 1999 | Giovanni Conti       | -                                  | Sindaco | [ 8 ]       |
| 14 giugno 1999 | 14 giugno 2004 | Gianmarco Rebaudengo | lista civica                       | Sindaco | [ 8 ]       |
| 14 giugno 2004 | 8 giugno 2009  | Gianmarco Rebaudengo | lista civica                       | Sindaco | [ 8 ]       |
| 8 giugno 2009  | 26 maggio 2014 | Paolo Luzi           | lista civica Uniti per Montechiaro | Sindaco | [ 8 ]       |
| 26 maggio 2014 | in carica      | Paolo Luzi           | lista civica Uniti per Montechiaro | Sindaco | [ 8 ] [ 9 ] |

### Gemellaggi
- Finale Ligure, dal 2000